# Trochoideus peruvianus
Trochoideus peruvianus is een keversoort uit de familie zwamkevers (Endomychidae). De wetenschappelijke naam van de soort werd in 1876 gepubliceerd door Theodor Franz Wilhelm Kirsch.